# 퀸투스 파비우스 막시무스

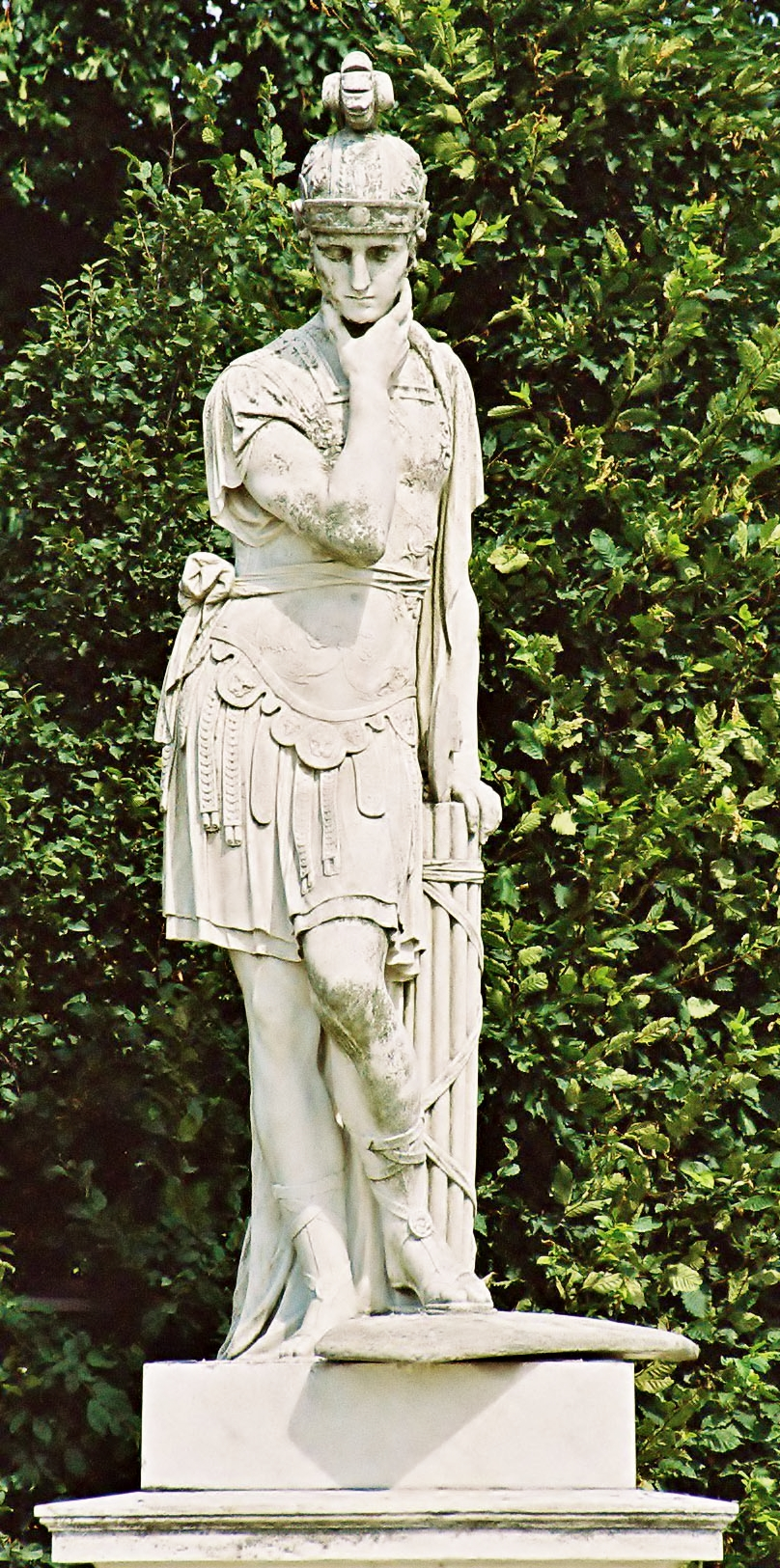
막시무스의 동상

퀸투스 파비우스 막시무스 (Quintus Fabius Maximus, 기원전 275년경 ~ 기원전 203년)는 로마 공화국 시대의 정치가, 장군이다.

## 경력

### 한니발과의 대결
파비우스 막시무스는 제2차 포에니 전쟁 기간 중 독재관과 집정관을 맡아서 한니발의 군대를 맞아 정면 대결은 피하면서 끈질기게 한니발의 뒤를 추격하는 지구 전술을 구사하여 유명해졌는데, 파비우스의 지구 전술의 목적은 본국의 지원을 받지 못한 채 이탈리아 반도에 고립된 한니발을 서서히 말라죽게 하는 것이었다. 그의 이런 전술을 이해하지 못했던 로마인은 기원전 216년에 파비우스를 사임시키고 바로와 아이밀리우스를 집정관으로 선출시켰다. 그러나 바로는 기원전 216년 칸나이 전투에서 7만의 군사를 잃는 등 대패하고, 그 책임을 지고 실각했다.

### 정치경력
기원전 215년 ~ 기원전 213년까지 1차로 집정관을 지내고 뒤이어 아들을 대신해서 다시 섭정하고, 기원전 209년 ~ 기원전 208년까지 다시 집정관을 지냈으므로 실제적으로 이례적으로 4년이나 독재를 하면서 그후엔 원로원 의장을 지냈다. 이윽고 기원전 204년에 스키피오 아프리카누스를 보내서 아프리카를 침공시켰고, 이 소식을 들은 한니발은 철수를 서둘렀다. 기원전 203년에는 한니발군을 이탈리아로부터 몰아냈고, 다음해 자마전투에서 승리해서 카르타고를 점령 직전까지 몰아서 휴전을 맺었다.
처음에 로마인들은 파비우스의 전략을 이해하지 못하고 그를 '굼뜬 사람(쿵크라토르)' 이라며 비난했으나, 시간이 흐르면서 단기결전을 펴는 대신 지구전으로 유도하는 그의 전략이 옳았다는 것이 입증되어 '쿵크라토르'라는 단어는 '지구전주의자'라는 뜻을 지닌 명예로운 호칭으로 바뀌었다. 철도 등의 공공산업의 국유화로써 자본주의의 모순을 개선하는 20세기 영국 사회주의 운동 곧 Fabian이라는 말이 나온 이유이기도 하다.
파비우스는 한니발이 이탈리아에서 철수하고 1주 뒤에 병으로 쓰러져 죽었다.

## 같이 보기
- 페이비언 협회
- 플루타르코스
- 티투스 리비우스